# Stephen Bassett
Pour les articles homonymes, voir Bassett.
Stephen Bassett, né le 27 mars 1995 à Knoxville (Tennessee), est un coureur cycliste américain.

## Palmarès et résultats

### Palmarès par année
- 2011
  - 2e du championnat des États-Unis sur route juniors (15-16 ans)
- 2013
  - Medical Center Road Race
  - 2e du championnat des États-Unis sur route juniors (17-18 ans)
- 2014
  - Rockabilly Gran Prix
  - Johnson City Omnium :
    - Classement général
    - 2e étape
- 2015
  - Tolero Criterium
  - Fouche Gap Road Race
  - 1re étape du Tour de Namur
- 2016
  - 5e étape de la Cascade Classic
- 2017
  - 2e étape du Johnson City Omnium (contre-la-montre)
- 2019
  - 3e étape de la Redlands Bicycle Classic
  - Joe Martin Stage Race : 
    - Classement général
    - 1re et 3e (contre-la-montre) étapes

  - Winston Salem Criterium
  - 2e étape du Tour de Hokkaido
  - 2e du championnat des États-Unis sur route
  - 2e du Pro Road Tour
  - 3e du championnat des États-Unis sur route amateurs
- 2021
  - Carter County Ominium :
    - Classement général
    - 1re et 3e étapes
- 2023
  - 2e étape du Carter County Ominium
  - 3e du Carter County Ominium
- 2024
  -  Champion des États-Unis du critérium
  - 3e du Snake Alley Criterium

### Classements mondiaux
| Année            | 2015 | 2016 | 2017 |
| ---------------- | ---- | ---- | ---- |
| UCI America Tour | 266e |      | 299e |